# Оливковое дерево (коалиция)
Оливковое дерево (итал. L'Ulivo) — крупнейшая итальянская левоцентристская коалиция, историческим лидером и идеологом которой был Романо Проди, профессор экономики и бывший левый христианский демократ, который придумал название и символ «Оливкового дерева» с Артуро Паризи в 1995 году.

## История
Ядром коалиции была посткоммунистическая Демократическая партия левых сил (с 1998 года — «Левые демократы»), союзниками которой выступали меньшие социалистические, социал-демократические, либеральные, зелёные, христианско-демократические и коммунистические партии, в том числе Итальянская народная партия и Федерация зелёных. При поддержке коалиции «Оливковое дерево» было сформировано первое правительство Проди (1996—1998), а также первое и второе правительства Д’Алема (1998—2000), второе правительство Амато (2000—2001) и второе правительство Проди (2006—2008).
Парламентские выборы 2001 года коалиция во главе с будущим лидером партии «Маргаритка» Франческо Рутелли, лишившаяся поддержки ПКВ и Италии ценностей, проиграла правоцентристскому блоку Сильвио Берлускони и Лиги Севера. В 2004 году возглавляемая Романо Проди коалиция с участием левых демократов, «Маргаритки», социал-демократов и европейских республиканцев выступила единым списком на выборах в Европейский парламент, получив поддержку 31,1 % избирателей, а в 2005 году одержала победу в 12 из 14 регионов, в которых проводились местные выборы. В это же время из «Оливкового дерева» вышла часть партий и образовала коалицию «Большой демократический альянс» (Grande alleanza democratica), позднее переименованную в «Союз». На парламентских выборах 2006 года коалиция «Оливковое дерево» стала одним из участников блока Романо Проди, и её список получил поддержку 31,27 % избирателей на выборах в Палату депутатов, в 2007 году на её основе создана Демократическая партия.